# Quách Kính Minh
Quách Kính Minh (sinh ngày 6 tháng 6 năm 1983) là biên kịch, đạo diễn, nhà văn theo thể loại giả tưởng người Trung Quốc. Trước khi trở thành nhà văn và doanh nhân, anh từng là thần tượng được giới trẻ yêu mến. Tuy nhiên vào năm 2007, anh được trang Tianya.com, một trong những diễn đàn lớn nhất Đại lục, bầu chọn là "Nam nghệ sĩ bị ghét nhất Trung Quốc" 3 năm liên tiếp. Dù vậy, ba trong số bốn tiểu thuyết của anh đã bán được một triệu bản mỗi cuốn nên đến năm 2007, anh là một trông số các tác giả có sách bán chạy nhất tại Đại lục.
Anh hiện là chủ tịch của Công ty Giải trí Ke Ai do chính anh thành lập vào năm 2004. Ke Ai chủ yếu ra mắt những tạp chí cho thiếu niên như "Tiểu thuyết hàng đầu" và "Hòn đảo". Năm 2008, anh ký hợp đồng với Công ty Giải trí Tian Yu. Không lâu sau thì được Nhà xuất bản Changjiang bổ nhiệm làm Phó Tổng biên tập vào năm 2009.
Quách Kính Minh là thành viên trẻ nhất gia nhập Hội Nhà văn Trung Quốc khi mới 23 tuổi. Anh còn là biên kịch và đạo diễn phim Quách Kính Minh đã làm đạo diễn cho các tác phẩm của anh thành phim Tiểu Thời Đại 1, 2, 3, 4 ra mắt và giành nhiều thành công.

## Sự nghiệp

### Tuổi thơ
Quách Kính Minh sinh ra trong một gia đình trung lưu ở Tư Cống, Tứ Xuyên ở phía tây nam Trung Quốc. Cha anh là ông Cheng Jianwei làm kỹ sư cho một nhà máy tại cùng khu còn mẹ anh là bà Zou Huilan, làm thư ký tại ngân hàng của địa phương. Anh bộc lộ sở thích đọc sách ngay từ khi còn nhỏ. Mẹ anh đã mua nhiều sách để truyền cảm hứng cho anh, giải thích mọi điều cho đến khi anh hiểu. Anh có thể ghi nhớ những gì mà mình đã nghe được và đọc được, như những câu chuyện mọi người đọc cho anh. Anh có thể kể lại câu chuyện sau khi chỉ nghe một lần. Mẹ anh ủng hộ mạnh mẽ sở thích đọc sách của con và cho anh chọn bất kì quyển sách nào anh thích trong hiệu sách.
Năm 1988, anh vào học tiểu học ở quê nhà Tư Cống và khả năng đọc được cải thiện dần. Dần dần mở rộng khối lượng sách đọc để vun đắp kĩ năng viết và đã trở thành học sinh viết văn giỏi nhất nhất lớp.
Khả năng viết văn đã trở nên nổi bật trong những năm trung học và Quách Kinh Minh tiếp tục đọc nhiều hơn, gồm các danh tác của Trung Quốc, nhất là các tiểu thuyết võ hiệp giả tưởng Kim Dung và Cổ Long. Từ đó giúp anh phát triển khả năng viết của mình nên anh bắt đầu viết bài đăng cho các tạp chí. Năm 1997, anh đăng bài thơ đầu tiên "Nỗi cô đơn" trong tạp chí toàn quốc "Rensheng Shiliuqi". "Nỗi cô đơn" là bài thơ hiện đại, diễn tả nỗi niềm của Quách Kính Minh suốt thời đi học. Anh nhận tiền thưởng là10 nhân dân tệ (xấp xỉ 1.5 đô la) của tạp chí Shiliuqi, điều này có ý nghĩa rất nhiều đối với Quách Kinh Minh cũng như gia đình anh.

### Cuộc thi Khái niệm mới về viết văn
Được sự ủng hộ của mẹ, anh tham gia Cuộc thi khái niệm mới về viết văn lần thứ 3 và thứ 4 do tập chí Mengya tổ chức. Hai tác phẩm của anh là The "Script" và "Bài hát cuối cùng trên giảng đường" đã nhanh chóng giành giải nhất trong các cuộc thi năm 2001 và 2002. Thành công của Quách Kính Minh dần được công chúng trong nước chú ý. Cuộc thi Khái niệm mới này đã giúp đưa anh từ Tư Cống đến Thượng Hải, anh chia sẻ "một thành phố hối hả và thuận lợi", nơi "Tôi có thể dễ dàng tìm được nhiều sách để đọc hơn ở quê nhà".

### Viết văn
Năm sau 2003, anh cho xuất bản cuốn tiểu thuyết đầu tay có tên Huan Cheng(幻城). Cuốn sách tiêu thụ 800,000 bản ngay trong những tháng đầu tiên, giúp anh trở thành một trong số các nhà văn nổi tiếng nhất tại Trung Quốc. Huan Cheng(幻城) sau đó tiêu tục đạt mức 1.5 triệu bản vào năm ngoái đưa tên tuổi Quách Kính Minh vang danh khắp cả nước.
Học xong trung học, anh vào học đại học tại Thượng Hải và xác định sẽ ở lại đây sau khi ra trường; nhưng dần nhận thấy "mình như mắc kẹt bởi sự đông đúc của thành phố".Tuy vậy anh vẫn quyết định phát triển sự nghiệp ở Thượng Hải mà "chẳng có ai hay bất cứ thứ gì giúp đỡ ngoại trừ chút tiếng tăm có được từ cuộc thi viết văn". Vào ngày Giáng sinh năm 2003, anh cùng với 5 người bạn thân đã cùng họp mặt trong của hàng McDonald mới nhất ở Thượng Hải, cùng thành lập một phòng viết văn goi là "Hòn đảo". Từ đó, anh bắt đầu sự nghiệp viết văn và kinh doanh trong một căn hộ làm văn phòng 140 mét vuông (1.500 foot vuông).

## Tác phẩm

### Huyễn Thành
Cuốn sách đầu tay Huan Cheng (Huyễn Thành) (tên đầy đủ Thành phố kỳ ảo), xuất bản như truyện dài kỳ trên tạp chí Meng Ya. Anh đã thành công chỉ sau một đêm vào năm 2003 khi cuốn tiểu thuyết ra mắt trên thị trường sách tại Bắc Kinh. Cuốn sách bán được hơn 1.5 triệu bản, đứng thứ hai trong mục sách bán chạy nhất chỉ sau sách của nhà văn nổi tiếng Trì Lị.

### Tiểu Thời Đại
Loạt sách gồm bốn cuốn tựa đề 1.0, 2.0, 3.0, 4.0.

### Tước Tích
Loạt sách dựa trên ký ức về sự nghiệp viết văn 10 năm của Quách Kính Minh (爵迹).

## Tranh cãi về đạo văn
Trong năm 2004, Quách Kính Minh đã xuất bản cuốn sách thứ hai có tên Hoa rơi trong giấc mộng khi còn đang học ở Đại học Thượng Hải. Truyện nói về mối tình tay ba trong đó "nổi bật là sự tranh giành vô hại trong lòng thế giới ngầm của Bắc Kinh". Cuốn sách đã bán được 600,000 bản ngay trong tháng đầu ra mắt. Tuy nhiên, không lâu sau, cuốn sách bị kiện vì "có tới 12 yếu tố về nội dung chính và 57 điểm giống với một tác phẩm khác". Sách của Quách Kính Minh bị tố sao chép ý tưởng từ tác phẩm "Vòng trong vòng ngoài" của tác giả Trang Vũ.
Năm 2006, tòa án ra phán quyết cuối cùng tuyên bố Quách Kính Minh đã vi phạm bản quyền tác phẩm của Trang Vũ và yêu cầu anh bồi thường 200,000 nhân dân tệ (xấp xỉ $25,000) để bồi thường và xin lỗi nữ tác giả. Anh đã nộp phạt nhung từ chối xin lỗi, không thừa nhận đạo văn hay nói thêm về vụ kiện.